# Systaria elberti
Systaria elberti es una especie de arañas araneomorfas de la familia Miturgidae.

## Distribución geográfica
Es endémica de Lombok (Indonesia).